# Vestiner
Vestinerna var ett italiskt folk som talade vestinska, en dialekt av oskiska. Vestinernas område låg i det moderna Abruzzo i centrala Italien och gränsade i söder mot Aterno-floden. Deras huvudsakliga centrum var Pitinum Mergens, Aufinum, Peltuinum, Pinna och slutligen Aternum som de delade med marrucinerna. Vestinerna var, ironiskt nog, kända för sin kampteknik och verkade också som legosoldater. Deras ekonomi grundades på boskapsskötsel, jordbruk och handel. De präglade också under en period sina egna mynt.
År 325 f.Kr., under andra samniterkriget, valde vestinerna tillsammans marserna, marrucinerna och pelignerna att alliera sig med samniterna mot Rom. Det var första gången som vestinerna satte sig upp mot Rom, som svarade genom att inta städerna Cutina och Cingilia. År 304 f.Kr. led equierna ett allvarligt bakslag vilket ledde till att vestinernas grannar (marserna, pelignerna, marrucinerna och frentanerna) skickade bud till Rom med förfrågan om en allians. År 302 f.Kr. fick även vestinerna bli allierade med Rom. Fördröjningen berodde på att vestinerna skulle vara särdeles fientliga mot Rom. Efter 302 års fördrag annekterades städerna Aveia och Peltuinum och romaniseringen av vestinerna tog fart. Under en lång period hade de en viss autonomi. Vestinerna stred på Roms sida i det andra puniska kriget tillsammans med marser, marruciner och frentaner. 
Vestinerna fanns med bland de folk vars krav på romerskt medlemskap resulterade i bundsförvantskriget (91 f.Kr. - 88 f.Kr.). Vestinerna besegrades av romarna. Efter bundförvantskriget fick de romerskt medborgarskap. Vestineras territorium koloniserades intensivt, framförallt under Sulla. Romaniseringen gick fort och det märks inte minst på att vestinskan ersattes av latinet.